# Shopping

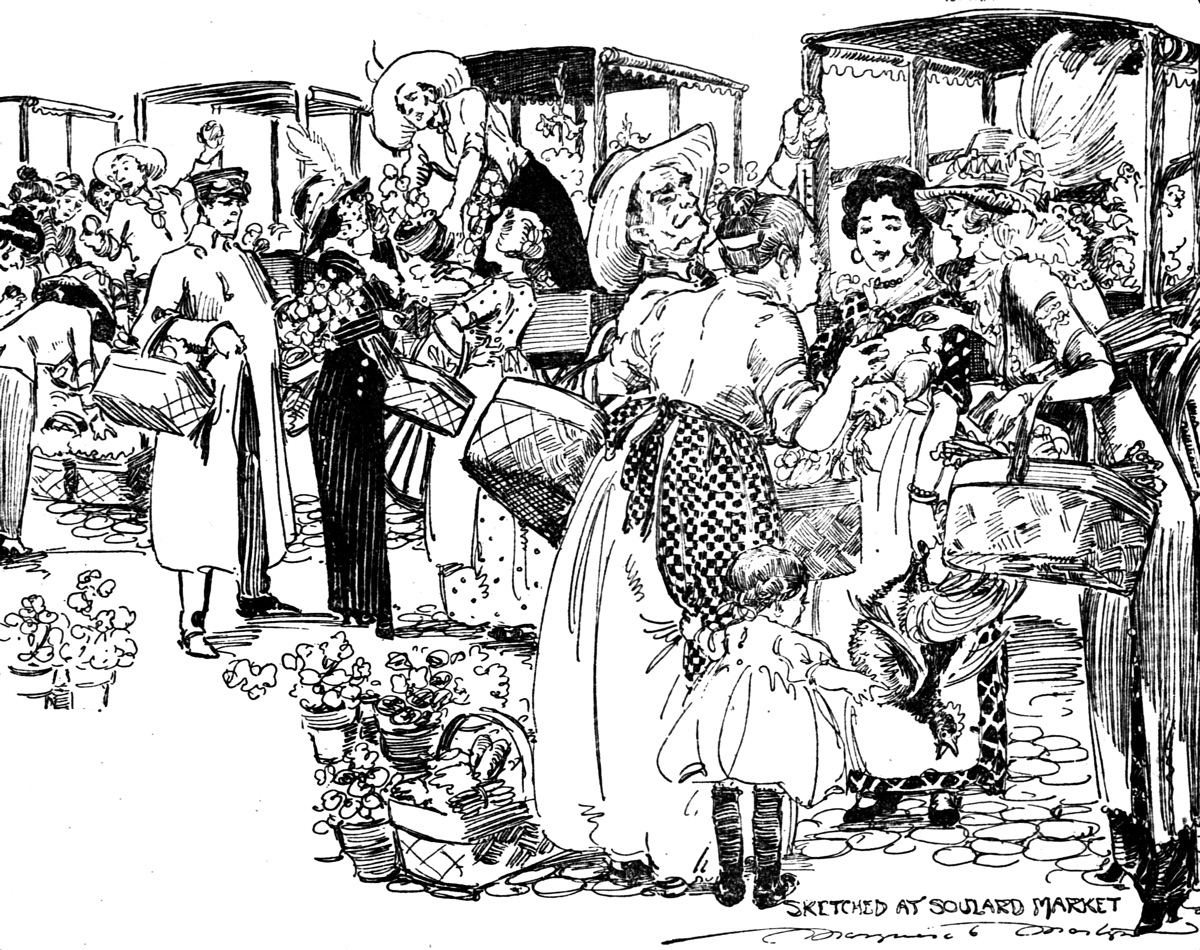

Shopping è un termine inglese entrato nel vocabolario italiano per definire il "girare da un negozio all'altro per effettuare (o solo cercare) acquisti".

## Significato
La parola inglese shopping è il gerundio del verbo to shop, che significa comprare. "Fare shopping" consiste nella scelta e l'acquisto di un bene non compreso nei generi alimentari, per i quali si preferisce usare la locuzione "fare la spesa". Lo shopping è considerato un'attività ricreazionale di natura psicologica. 

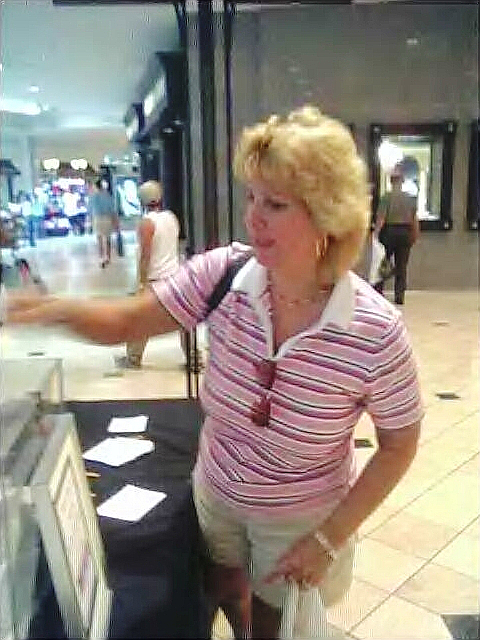
Una signora americana facendo "shopping" in un "Mall" (centro commerciale) nel 2005

È utile a molte persone per distrarsi dal lavoro quotidiano o per rallegrarsi in qualche modo. Window shopping è un modo di dire inglese che indica il guardare le vetrine dei negozi per immaginare o valutare l'acquisto di un bene senza necessariamente doverlo comperare. Si utilizza anche l'espressione shopping online per definire l'acquisto tramite il commercio elettronico con l'utilizzo di Internet.

## Prezzi al dettaglio
Il prezzo di vendita fissato dai dettaglianti è determinato dal prezzo di acquisto aumentato di una determinata percentuale che deve almeno coprire le spese generali ed il proprio guadagno. I commercianti spesso adottano il prezzo suggerito dal produttore del bene, che rende così standard il costo del prodotto in tutti i negozi che lo vendono. Molto frequentemente i beni sono venduti secondo il prezzo di mercato, determinato dall'incontro tra domanda e offerta.
Nei paesi occidentali è invalsa l'abitudine di usare il prezzo limite. Ovvero si espone un prezzo di € 59,95 o € 59,99 per un prodotto che in definitiva ne costa € 60,00. Questa è una tecnica che tutti conoscono ma che, al di là della differenza insignificante, riesce ad attrarre l'interesse dell'acquirente per un'azione sul suo subconscio.
Mentre nei paesi occidentali vige il sistema del prezzo fisso uguale per tutti, nei paesi orientali e particolarmente del medio oriente, si usa la tecnica di fare il prezzo in funzione di quella che è la valutazione del cliente da parte del venditore. Se questo ritiene che il cliente possa spendere con facilità, sia molto interessato all'acquisto o non conosca il valore reale dell'oggetto, richiede spesso un prezzo maggiore del valore della merce. In questo caso può avvenire una contrattazione fra le parti e chi tra le due è più abile nel trattare può realizzare un buon affare.
Per gli economisti questa operazione può portare ad una mediazione del vantaggio fra le due parti interessate al commercio.